# Jaroslav Kovačič
Jaroslav Kovačič (Krško, Yugoslavia, 19 de julio de 1984) es un deportista esloveno que compite en triatlón. Ganó una medalla en el Campeonato Mundial de Triatlón de Larga Distancia de 2019, y dos medallas en el Campeonato Europeo de Triatlón de Larga Distancia en los años 2015 y 2017.

## Palmarés internacional
| Campeonato Mundial | Campeonato Mundial     | Campeonato Mundial | Campeonato Mundial |
| Año                | Lugar                  | Medalla            | Prueba             |
| ------------------ | ---------------------- | ------------------ | ------------------ |
| 2019               | Pontevedra (España)    | Medalla de bronce  | Individual         |
| Campeonato Europeo |                        |                    |                    |
| Año                | Lugar                  | Medalla            | Prueba             |
| 2015               | Weymouth (Reino Unido) | Medalla de plata   | Individual         |
| 2017               | Almere (Países Bajos)  | Medalla de bronce  | Individual         |